# سانت‌آلبانو ستورا
سانت‌آلبانو ستورا (به ایتالیایی: Sant'Albano Stura) یک کومونه در ایتالیا است که در استان کونیو واقع شده‌است. سانت‌آلبانو ستورا ۲۸٫۱ کیلومتر مربع مساحت و ۲٬۱۸۵ نفر جمعیت دارد.